# Darussalam (Nisam Antara)
Darussalam is een bestuurslaag in het regentschap Aceh Utara van de provincie Atjeh, Indonesië. Darussalam telt 1310 inwoners (volkstelling 2010).